# Felice Leonardo
Felice Leonardo (Pietramelara, 9 maart 1915 – Roccamonfina, 15 april 2015) was een bisschop van de Rooms-Katholieke Kerk.

## Biografie
Leonardo werd in 1938 tot priester gewijd. Hij haalde zijn 77-jarig priesterschap net niet. In 1957 werd Leonardo tot bisschop gewijd in Cerreto Sannita. Tussen 1957 en 1991 zou hij in dit bisdom verblijven. In 1991 ging Leonardo in emeritaat. 
Hij overleed in 2015 op 100-jarige leeftijd.